# 柴田耕太郎 (実業家)
柴田 耕太郎（しばた こうたろう、1953年〈昭和28年〉1月7日 - ）は、日本の実業家。アマダ常勤監査役、元アマダ代表取締役社長。福岡県出身。

## 略歴
- 1976年3月 西南学院大学商学部卒業
- 1980年4月 当社入社
- 2009年6月 当社執行役員販売統括部門長
- 2010年6月 当社取締役執行役員販売統括本部副本部長
- 2012年6月 当社取締役常務執行役員エンジニアリング事業本部副本部長
- 2013年4月 当社取締役常務執行役員営業統括
- 2015年4月 株式会社アマダ（合併により現当社）取締役副社長
- 2017年4月 同社代表取締役社長
- 2017年6月 当社専務取締役
- 2018年4月 当社専務取締役上席執行役員社長補佐兼天田（中国）有限公司董事長・総経理
- 2019年4月 当社専務取締役社長補佐
- 2020年4月 当社常勤監査役（現任）